# پرسش‌نامه شخصیت آیزنک
در روان‌شناسی، پرسش‌نامه شخصیت آیزنک (به انگلیسی: Eysenck Personality Questionnaire) پرسش‌نامه‌ای برای ارزیابی ویژگی‌های شخصیتی یک فرد است. این پرسش‌نامه توسط روان‌شناسانی به نام‌های هانس یورگن آیزنک و سیبل بی.جی. آیزنک (Sybil B. G. Eysenck) ابداع شد.